# 紫雲寺家的兄弟姊妹
《紫雲寺家的兄弟姊妹》是宮島禮吏創作的日本漫畫作品。於《Young Animal》（白泉社）2022年5號開始連載。簡稱「紫雲寺家」（紫雲寺家）。在第1卷的後記中明確表示「將在第13卷完結」。作者宮島同時連載《週刊少年Magazine》（講談社）上的《出租女友》。作畫協力由擔任。
在宮島禮吏的pixivFANBOX上，對於每月支持金額達100日圓以上的計劃支持者，提供比《Young Animal》雜誌提前數天的作品或內容。
《Young Animal》在2022年12號之後暫停發行，但在同年的22號恢復連載。從2023年開始，改為每月發行一次，並於2024年開始每號都發行。本作入圍2024年電子漫畫大賞（電子漫畫大獎）（みんなが選ぶ!!電子コミック大賞）男性部門提名名單。

## 故事概要
故事的背景設定在東京都世田谷區的紫雲寺家。長子新一直對同班同學橫山拉拉心生愛意，但因為性格內向而無法告白。雖然周圍的人們稱這是被美女姊妹包圍的「後宮型愛情喜劇」，但新本人卻沒有對姊妹們產生戀愛情感。同時，他正在為五女之一的琴乃的生日派對做準備的時候，父親向他透露了一個驚人的事實。

## 登場人物
聲的部分為電視動畫的聲優。

### 紫雲寺家7兄弟姊妹
紫雲寺家的兄弟姊妹依年齡從高到低依序是：萬里→清葉→新、謳華→南、志苑→琴乃。
在紀念第1卷發行而製作的PV中，高橋李依負責五姊妹的旁白配音。
紫雲寺新（聲：梅原裕一郎、日向未南（幼年））
本作的主角。紫雲寺家的長子。16歲的高中二年級生，他是個關心、體貼家人的可靠男人，成績優異，擅長運動。
紫雲寺萬里（聲：安濟知佳）
紫雲寺家的長女。18歲的大學一年級生，專攻護理，她在姊妹中特別漂亮，善良溫柔的個性深受大家喜愛。但她害怕鬼魂和超自然現象。
紫雲寺清葉（聲：高野麻里佳）
紫雲寺家的二女。17歲的高中三年級生，她是學校裡學術能力最高的少女，個性冷靜、求知慾強，對男女關係略顯靦腆。
紫雲寺謳華（聲：高橋李依）
紫雲寺家的三女。16歲的高中二年級生，她是田徑社和游泳社的王牌，也是能文能武的勤奮少女。
紫雲寺南（聲：菱川花菜）
紫雲寺家的四女。15歲的高中一年級生，國中時她連續三屆獲得全國網球錦標賽冠軍，是姊妹中最聰明的一個，也是氣氛製造者。
紫雲寺琴乃（聲：市之瀨加那）
紫雲寺家的五女。15歲的國中三年級生，因安靜謙遜的個性而深受大家喜愛。
紫雲寺志苑（聲：小林千晃）
紫雲寺家的次子。15歲的高中一年級生，個性與雙胞胎的南相反，他有一種令人難以置信的冷靜，有一個女朋友。

### 紫雲寺家7兄弟姊妹關係者
紫雲寺要（聲：寺杣昌紀）
紫雲寺家孩子們的父親。在琴乃的15岁生日派對上，他向紫雲寺家7兄弟姊妹透露了他们都不是他亲生子女。

## 出版書籍
| 冊數 | 白泉社         | 白泉社                                                            | 東立出版社                  | 東立出版社                                                  |
| 冊數 | 發售日期       | ISBN                                                              | 發售日期                    | ISBN                                                        |
| ---- | -------------- | ----------------------------------------------------------------- | --------------------------- | ----------------------------------------------------------- |
| 1    | 2022年7月15日  | ISBN 978-4-592-16701-3                                            | 2023年3月24日 2023年3月31日 | ISBN 978-626-360-338-7（首刷限定版） ISBN 978-626-347-897-8 |
| 2    | 2023年7月14日  | ISBN 978-4-592-16702-0 ISBN 978-4-592-16803-4（附官方選集特裝版） | 2024年3月1日                | ISBN 978-626-02-0433-4                                      |
| 3    | 2024年2月16日  | ISBN 978-4-592-16703-7                                            | 2025年6月16日               | ISBN 978-626-02-3518-5                                      |
| 4    | 2024年7月17日  | ISBN 978-4-592-16704-4                                            |                             |                                                             |
| 5    | 2024年10月17日 | ISBN 978-4-592-16705-1                                            |                             |                                                             |
| 6    | 2025年3月14日  | ISBN 978-4-592-16706-8                                            |                             |                                                             |
| 7    | 2025年5月29日  | ISBN 978-4-592-16707-5                                            |                             |                                                             |

## 電視動畫
2024年2月14日宣布將改編為電視動畫，於2025年4月至6月播放。

### 製作人員
- 原作：宮島禮吏
- 導演：上坪亮樹
- 劇本統籌：木村暢
- 人物設定、總作畫監督：武藤幹
- 音樂：Akki、星銀乃丈、堀江晶太
- 動畫製作：動畫工房

### 主题曲
片頭曲（蜂蜜檸檬）
演唱：NACHERRY，作詞：鈴木エレカ，作曲：、oni、編曲：oni
片尾曲{{單雙書號轉換|}}
演唱：紫雲寺五姐妹，作詞、作曲、編曲：星銀乃丈、Akki、堀江晶太

### 各話列表
| 話數 | 標題           | 編劇     | 分鏡     | 演出       | 作畫監督 | 總作畫監督                   | 首播日期      |
| ---- | -------------- | -------- | -------- | ---------- | --- | ---------------------------- | ------------- |
| #01  | What if…?      | 木村暢   | 上坪亮樹 | 上坪亮樹   | 中島千明、山野雅明、藤原奈津子、松下郁子、鈴木彩乃                                                                               | 武藤幹                       | 2025年4月8日  |
| #02  | Now what       | 木村暢   | 上坪亮樹 | 上坪亮樹   | 山野雅明、江口麻里、久保茉莉子、鈴木彩乃                                                                                         | 高橋瑞紀                     | 2025年4月15日 |
| #03  | For now        | 土屋理敬 | 原口浩   | 原口浩     | 山野雅明、室賀彩花、板倉健、熊谷勝弘、久保茉莉子                                                                                 | 松下郁子                     | 2025年4月22日 |
| #04  | Respectively   | 木村暢   | 金成旻   | 金成旻     | 近響子、阪野日香莉、鈴木彩乃、鈴木水彩、久保茉莉子                                                                               | 熊谷勝弘                     | 2025年4月29日 |
| #05  | Perhaps        | 土屋理敬 | 田中裕子 | 小松和映   | 山野雅明、板倉健、渥美智也、鈴木彩乃、藤原奈津子                                                                                 | 室田雄平、武藤幹             | 2025年5月6日  |
| #06  | Now's the time | 木村暢   | 川村一   | 藤井邦雄   | 室賀彩花、板倉健、錦寬乃、宮永梓                                                                                                 | 高橋瑞紀                     | 2025年5月13日 |
| #07  | Surely         | 土屋理敬 | 大迫光紘 | 大迫光紘   | 山野雅明、室賀彩花、八木佐織、中川洋未、中尾和麻                                                                                 | 武藤幹                       | 2025年5月20日 |
| #08  | Since then     | 木村暢   | 吉川博明 | 佐佐木秀一 | 江口麻里、阪野日香莉、SEKED、迫由里香、久保茉莉子、鈴木水彩、山野雅明                                                            | 松下郁子                     | 2025年5月27日 |
| #09  | Not yet        | 土屋理敬 | 吉川博明 | 内野宮晃希 | 鈴木彩乃、宮部葵、迫由里香、中尾和麻、宮永梓、八木佐織、板倉健、室賀彩花、錦寬乃                                                 | 高橋瑞紀                     | 2025年6月3日  |
| #10  | Finally        | 木村暢   | 西邑大輔 | 西邑大輔   | 藤原奈津子、江口麻里、SEKED、鈴木水彩、中尾和麻、迫由里香、納武史、八木佐織、武藤幹                                              | 熊谷勝弘                     | 2025年6月10日 |
| #11  | So then        | 土屋理敬 | 北村將   | 北村將     | 板倉健、室賀彩花、山野雅明、阪野日香莉、久保茉莉子、宮永梓、藤原奈津子、江口麻里、德永沙耶香、鈴木水彩、納武史、新村香奈、錦寬乃 | 松下郁子、迫由里香、熊谷勝弘 | 2025年6月17日 |
| #12  | Still          | 木村暢   | 伊藤良太 | 上坪亮樹   | 山野雅明、八木佐織、室賀彩花、中尾和麻、鈴木彩乃、藤原奈津子                                                                     | 武藤幹                       | 2025年6月24日 |

### BD / DVD
| 卷數 | 發售日期          | 收錄話數     | 規格編號   | 規格編號   | 規格編號   |
| 卷數 | 發售日期          | 收錄話數     | BD限定版   | BD通常版   | DVD通常版  |
| ---- | ----------------- | ------------ | ---------- | ---------- | ---------- |
| 1    | 2025年7月25日     | 第1話—第4話  | ZMXZ-18361 | ZMXZ-18371 | ZMBZ-18381 |
| 2    | 2025年8月27日預定 | 第5話—第8話  | ZMXZ-18362 | ZMXZ-18372 | ZMBZ-18382 |
| 3    | 2025年9月26日預定 | 第9話—第12話 | ZMXZ-18363 | ZMXZ-18373 | ZMBZ-18383 |

## 腳註

### 來源
1. ↑  @Miyajimareiji.  (推文). 2022-07-15 –Twitter.
2. ↑  @shiunjifamily.  (推文). 2022-10-28 –Twitter.
3. ↑  @shiunjifamily.  (推文). 2024-01-25 –Twitter.
4. ↑  . Comic Natalie. 2022-07-15  [2024-02-15]. （原始内容存档于2023-07-22） （日语）.
5. 1 2 3 4 5 6 7 8  . Comic Natalie. 2024-08-07  [2024-08-09]. （原始内容存档于2024-08-07） （日语）.
6. 1 2  . Comic Natalie. 2025-03-07  [2025-03-07] （日语）.
7. ↑  . 白泉社.   [2024-02-15]. （原始内容存档于2022-10-08） （日语）.
8. ↑  . 東立出版社.   [2024-02-15]. （原始内容存档于2024-02-15） （中文（臺灣））.
9. ↑  . 東立出版社.   [2024-02-15]. （原始内容存档于2024-02-15） （中文（臺灣））.
10. ↑  . 白泉社.   [2024-02-15]. （原始内容存档于2024-02-15） （日语）.
11. ↑  . 白泉社.   [2024-02-15]. （原始内容存档于2023-06-26） （日语）.
12. ↑  . 白泉社.   [2024-02-15]. （原始内容存档于2024-02-13） （日语）.
13. ↑  . 白泉社.   [2024-10-18]. （原始内容存档于2024-10-07） （日语）.
14. ↑  . 白泉社.   [2024-10-18]. （原始内容存档于2024-10-07） （日语）.
15. ↑  . 白泉社.   [2025-03-14] （日语）.
16. ↑  . 白泉社.   [2025-05-28] （日语）.
17. ↑  . Comic Natalie. 2024-02-14  [2024-02-15]. （原始内容存档于2024-02-18） （日语）.
18. 1 2  . Comic Natalie. 2024-12-17  [2024-12-17] （日语）.
19. ↑  . 電視動畫《紫雲寺家的兄弟姊妹》官方網站.   [2025-04-07] （日语）.
20. ↑  . 電視動畫《紫雲寺家的兄弟姊妹》官方網站.   [2025-03-15] （日语）.

## 外部連結
- 漫畫官方網站 （页面存档备份，存于）（日語）
- 漫畫官方的X（前Twitter）
- 電視動畫官方網站（日語）
- 電視動畫官方的X（前Twitter）